# Marie-Louise de La Tour d'Auvergne
Cet article possède un paronyme, voir Anne-Marie-Louise de La Tour d'Auvergne.
Marie Louise Henriette Jeanne de La Tour d'Auvergne, née le 15 août 1725 et morte en septembre 1781, est une aristocrate française, membre de la maison de La Tour d'Auvergne. Elle devient, par son mariage, princesse de Guéméné.

## Biographie
Marie-Louise est la fille aînée de Charles-Godefroy de La Tour d'Auvergne, duc de Bouillon, et de Marie-Charlotte Sobieska, petite-fille de Jean III Sobieski et sœur aînée de Marie-Clémentine Sobieska, femme de Jacques François Stuart. Elle a pour frère cadet Godefroy de La Tour d'Auvergne, qui succède à leur père comme duc de Bouillon. Par sa mère, Marie-Louise compte parmi ses cousines une impératrice du Saint-Empire et une électrice de Saxe. Sa tante, Anne-Marie-Louise de La Tour d'Auvergne, est princesse de Soubise par mariage.
Marie-Louise est également une héritière extrêmement fortunée. C'est pour cette raison que Louis XV supervise personnellement ses projets de mariage. Mademoiselle d'Auvergne est destinée dans un premier temps à épouser Honoré III, prince de Monaco. Il est le fils de feue la princesse de Monaco et de son consort Jacques Goyon de Matignon, prince de Monaco. Bien que le projet de mariage soit annoncé à la Cour le 26 janvier 1741, leur mariage n'a jamais lieu.
Finalement, elle épouse Jules-Hercule-Mériadec de Rohan, duc de Montbazon et prince de Guéméné, qui, en tant que membre de la maison de Rohan, possède le rang de prince étranger à la Cour de Versailles. En tant que tels, il a droit au titre d'Altesse et à un certain nombre de privilèges par rapport à d'autres membres de la Cour. Le couple se marie à Paris le 19 février 1743 alors qu'elle n'a pas encore dix-sept ans. Son mari est le fils d'Hercule-Mériadec de Rohan, duc de Montbazon, prince de Guéméné (1688-1757) et de Louise de Rohan-Soubise (1704-1741). Deux ans plus tard, naît un premier fils.
En novembre 1746, Marie-Louise contracte la petite vérole qui, à cette époque, était souvent une maladie mortelle. Pendant sa convalescence, sa famille reçoit une lettre souhaitant son rétablissement de la part de son cousin, Charles Edouard Stuart, également connu comme « le Jeune Prétendant ». Ayant guéri, en août 1747, le couple rencontre Stuart et Marie-Louise tombe passionnément amoureuse de son cousin, qui partage ses sentiments, et ils débutent une liaison.
Dans l'entourage de Marie-Louise, l'adultère est assez largement accepté tant qu'il reste discret. Cependant, comme ni Marie-Louise, ni son mari n'avaient été infidèles auparavant, sa belle-mère gardait un œil très strict sur elle étant donné que son mari était avec l'armée française en Hollande et ses servantes avaient reçu l'ordre, par sa belle-mère, de veiller sur sa vertu. Marie-Louise et Charles doivent recourir à des promenades secrètes de nuit en carrosse. Toutefois, sa belle-mère ayant alerté la police parisienne, cette dernière dresse des rapports sur ces promenades.
Au bout d'un certain moment, Marie-Louise tombe enceinte à nouveau et doit se remettre à partager la couche de son mari pour faire croire à ce dernier qu'il est le père de l'enfant. Mais, jaloux, Charles ne peut s'empêcher de révéler leur liaison. Pourtant, le mari de Marie-Louise n'entreprend rien et la rumeur commence à se répandre. En janvier 1748, confrontée à son propre père ainsi que sa belle-mère, Marie-Louise est contrainte d'écrire à Charles pour mettre fin à leur liaison. Cependant, Charles reste autorisé à rendre visite à sa famille et à elle, afin de faire taire les rumeurs au sujet de leur liaison.
De désespoir, Marie-Louise écrit de nouvelles lettres à Charles, allant jusqu'à le menacer de se suicider si ce dernier ne venait pas la revoir. C'est ce qu'il fait trois mois plus tard, lors d'une nouvelle rencontre nocturne, mais uniquement pour lui dire qu'il a une nouvelle maîtresse, Clementina Walkinshaw. Clementina donne plus tard naissance à Charlotte Stuart , le seul des enfants de Charles qui survit à l'enfance. Le 28 juillet 1748, Marie Louise donne naissance à un fils, baptisé Charles Godefroi Sophie Jules Marie de Rohan. C'est sa belle-mère qui écrit au père de Charles, surnommé le Vieux Prétendant, à Rome pour l'informer de la nouvelle, et lui dire que cet enfant est en réalité son petit-fils. Bien qu'il soit accepté comme membre de la maison de Rohan, de nombreuses études généalogiques soulignent le fait que les Rohan ne mentionneront plus cet enfant par la suite.
Marie-Louise vit alors trente-trois ans sans jamais être infidèle à nouveau. Selon toutes les apparences, elle est une bonne épouse et une bonne mère pour son premier-né, mais elle n'a jamais d'autre enfant. Elle fait des apparitions occasionnelles à la cour, puis, plus tard elle devient religieuse et consacre la plupart de son temps à des œuvres de charité.
Elle meurt de mort naturelle en septembre 1781. Elle est enterrée au couvent des Feuillants en compagnie de son second fils.
C'est par Marie-Louise que les princes de Guéméné actuels prétendent au duché de Bouillon.

## Famille et descendance
Elle épouse en 1743 Jules-Hercule-Mériadec de Rohan, prince de Guéméné avec qui elle a :
- Henri-Louis-Marie de Rohan, prince de Rohan-Guéméné, duc de Montbazon, (31 août 1745-1809) il épouse Victoire de Rohan avec qui il a des enfants; elle était la sœur de la princesse de Condé,
- Charles Godefroi Sophie Jules Marie de Rohan (28 juillet 1748-?) enfant illégitime conçu avec son cousin Charles Édouard Stuart.